# Saab 9-5
 Ikke at forveksle med Saab 95.
Saab 9-5 var en af den svenske bilfabrikant Saab Automobile mellem midten af 1997 og slutningen af 2011 fremstillet øvre mellemklassebil. Modellen afløste den i foråret 1985 introducerede Saab 9000 og fandtes i starten kun som sedan ("SportSedan"), som i starten af 1999 blev suppleret af stationcarversionen "SportCombi".
Den anden generation af 9-5 kom på markedet i sommeren 2010. Den nye model var færdigudviklet lang tid inden da, men introduktionen blev på grund af ejerskiftet udsat. I april 2011 blev produktionen afbrudt og i december måned samme år definitivt afsluttet. Årsagerne var Saabs insolvens og den tidligere ejer General Motors' afslag på at overrække fremstillingslicenserne for modellen.

## Modelbetegnelsen
Betegnelsen 95 blev opfundet i slutningen af 1980'erne. Modelbetegnelserne havde siden flyenes tider altid været tal. Bilernes stamtavle beordrede også en stigende nummerserie: 92, 93, 95, 96, 99, 900 og 9000. Med en noget nær eksponentiel talserie skulle næste tal blive stort. Før årtusindskiftet anså man at små tal, snarere end store, bedre skulle referere til fremtiden. Under en kaffepause spåede nogle civilingeniører hos Saab i Trollhättan omkring emnet, og kom frem til at en potens med basen 9 burde kunne opfylde kriterierne. Først med potensen 5 kunne man få et tal større end 9000. 95 svarer til 59.049, hvilket indeholder to nital og er mindre end navnet på den første prototype, Saab 92001. Modelbetegnelsen skrives 9-5 og udtales "ni-fem".

## 9-5 (YS3E, 1997−2010)
Ligesom anden generation af Saab 900 og første generation af Saab 9-3 var den i juni 1997 som 1998-model introducerede 9-5 bygget på den af Opel udviklede GM2900-platform, som også blev benyttet i Opel Vectra A og Opel Calibra. Ligesom søstermodellerne havde undervognen i 9-5 MacPherson-fjederben fortil og separate multiledshjulophæng bagtil, alle med stabilisatorer.
Med 9-5 fortsatte Saab mærkets tradition for at indbygge diverse sikkerhedsfunktioner i deres biler. Dermed havde 9-5 som den første serieproducerede bil sæder med aktive nakkestøtter (SAHR = Saab Active Head Restraints), som i tilfælde af en bagfrakommende kollision støtter hovedet og derved afværger skuldertraume og nakkehvirvelkvæstelser, samt som første personbil ventilerede sæder.
Til gengæld blev traditionen med combi coupé-karrosseri afviklet med introduktionen af 9-5; derfor kunne 9-5 fra foråret 1999 i stedet fås som "SportCombi" (stationcar), som var Saabs første stationcar siden Saab 95 udgik i 1978. Sedanen havde en luftmodstandskoefficent (Cw) på 0,29, og SportCombi på 0,32.
- Bagfra
- Saab 9-5 SportCombi (1999–2001)

### Facelifts
I sommeren 2001 gennemgik modelserien til modelåret 2002 sit første facelift, hvor den fik forlygter i klart glas samt lysere blink- og baklygter bagtil, og motorprogrammet blev udvidet med en V6-dieselmotor på 3,0 liter. Året efter fulgte en yderligere dieselmotor på 2,2 liter samt en opgradering af 2,3T til 162 kW (220 hk).
- Saab 9-5 SportCombi (2001–2005)
- Bagfra

Et yderligere facelift med større ændringer fandt sted i september 2005 til modelåret 2006. Fronten blev her tilpasset den designlinje som blev indviet med Saab 9-2X, kofangerne blev integreret i karrosseriet, baglygterne blev igen modificeret og dørhåndtagene lakeret i bilens farve. Undervognen blev hårdere afstemt og instrumentbrættet revideret i adskillige detaljer (kontakter og instrumenter). Begge de hidtidige dieselmotorer (88 kW (120 hk) og 130 kW (177 hk)) blev ved dette facelift afløst af en ny motor med 110 kW (150 hk) fra Fiat, som allerede blev benyttet i 9-3.
- Saab 9-5 SportSedan (2005–2009)
- Bagfra
- Saab 9-5 SportCombi (2005–2010)

Den sidste 9-5 SportSedan blev fremstillet den 2. juli 2009, mens den sidste SportCombi forlod samlebåndet den 1. februar 2010 klokken 12:30 og derefter blev kørt til Saab Car Museum i Trollhättan.
General Motors solgte efterfølgende værktøjer og licenser til første generation af 9-5 til Beijing Automobile Works, som i optisk kraftigt modificeret form sendte bilen på markedet under navnet Senova D-serie.

### Motorer
Ud over forskellige benzinmotorer med slagvolume fra 2,0 til 3,0 liter omfattede motorprogrammet også tre dieselmotorer. Biler med V6-dieselmotoren (Isuzu Y30DT hhv. Saab D308L) til og med årgang 2004 var dog kendt for at cylinderboringerne kunne synke, hvilket kunne bemærkes ved et øget kølevæskeforbrug og i reglen nødvendiggjorde en udskiftning af den komplette motor efter få tusinde kørte kilometre. Efter med det omfattende facelift af modelserien introducerede Saab i 2006 med modellen 2,0t BioPower for første gang i firmaets historie en bil, som var egnet til at køre på bioætanol (E85) eller superbenzin. Alle motorer var som standard kombineret med en femtrins manuel gearkasse, med undtagelse af 3,0t V6 som havde firetrins automatgear som standardudstyr.

#### Tekniske data

##### Benzinmotorer
|                                                | 2.0t                             | 2.0t BioPower                    | 2.3t                             | 2.3t BioPower                    | 2.3 T                            | 2.3 T                            | 2.3 Turbo                        | 2.3 Turbo                        | 2.3 Turbo                        | 3.0t V6                   |
| Byggeår                                        | 6/1997–2/2010                    | 11/2006–2/2010                   | 12/2000–2/2010                   | 11/2006–2/2010                   | 6/1997–11/2000                   | 7/2003–8/2007                    | 10/1999–8/2001                   | 8/2001–8/2005                    | 11/2005–2/2010                   | 1/1998–6/2003             |
| Motordata                                      |                                  |                                  |                                  |                                  |                                  |                                  |                                  |                                  |                                  |                           |
| Motorkode                                      | B205E                            | B205E                            | B235E                            | B235L                            | B235E                            | B235L                            | B235R                            | B235R                            | B235R                            | L81                       |
| Motortype                                      | R4-benzinmotor                   | R4-benzinmotor                   | R4-benzinmotor                   | R4-benzinmotor                   | R4-benzinmotor                   | R4-benzinmotor                   | R4-benzinmotor                   | R4-benzinmotor                   | R4-benzinmotor                   | V6-benzinmotor            |
| Antal ventiler pr. cylinder                    | 4                                | 4                                | 4                                | 4                                | 4                                | 4                                | 4                                | 4                                | 4                                | 4                         |
| Ventilstyring                                  | DOHC, kæde                       | DOHC, kæde                       | DOHC, kæde                       | DOHC, kæde                       | DOHC, kæde                       | DOHC, kæde                       | DOHC, kæde                       | DOHC, kæde                       | DOHC, kæde                       | 2 × DOHC, tandrem         |
| Fødesystem                                     | Multipoint                       | Multipoint                       | Multipoint                       | Multipoint                       | Multipoint                       | Multipoint                       | Multipoint                       | Multipoint                       | Multipoint                       | Multipoint                |
| Trykladning                                    | Turbolader, ladeluftkøler        | Turbolader, ladeluftkøler        | Turbolader, ladeluftkøler        | Turbolader, ladeluftkøler        | Turbolader, ladeluftkøler        | Turbolader, ladeluftkøler        | Turbolader, ladeluftkøler        | Turbolader, ladeluftkøler        | Turbolader, ladeluftkøler        | Turbolader, ladeluftkøler |
| Køling                                         | Vandkøling                       | Vandkøling                       | Vandkøling                       | Vandkøling                       | Vandkøling                       | Vandkøling                       | Vandkøling                       | Vandkøling                       | Vandkøling                       | Vandkøling                |
| Boring × slaglængde                            | 90,0 × 78,0 mm                   | 90,0 × 78,0 mm                   | 90,0 × 90,0 mm                   | 90,0 × 90,0 mm                   | 90,0 × 90,0 mm                   | 90,0 × 90,0 mm                   | 90,0 × 90,0 mm                   | 90,0 × 90,0 mm                   | 90,0 × 90,0 mm                   | 86,0 × 85,0 mm            |
| Slagvolume                                     | 1985 cm³                         | 1985 cm³                         | 2290 cm³                         | 2290 cm³                         | 2290 cm³                         | 2290 cm³                         | 2290 cm³                         | 2290 cm³                         | 2290 cm³                         | 2962 cm³                  |
| Kompressionsforhold                            | 9,3:1                            | 8,8:1                            | 9,3:1                            | 9,3:1                            | 9,3:1                            | 9,3:1                            | 9,3:1                            | 9,3:1                            | 9,3:1                            | 9,5:1                     |
| Maks. effekt ved omdr./min.                    | 110 kW (150 hk) 5500             | 132 kW (180 hk) 5500             | 136 kW (185 hk) 5500             | 154 kW (210 hk) 5500             | 125 kW (170 hk) 5500             | 162 kW (220 hk) 5500             | 169 kW (230 hk) 5500             | 184 kW (250 hk) 5300             | 191 kW (260 hk) 5200             | 147 kW (200 hk) 5000      |
| Maks. drejningsmoment ved omdr./min.           | 240 Nm 1800−3500                 | 1                                | 280 Nm 1800−3500                 | 2                                | 280 Nm 1800                      | 310 Nm 1800−4500                 | 350 Nm 1900                      | 350 Nm 1900                      | 350 Nm 1900−4500                 | 310 Nm 2500               |
| Kraftoverførsel                                |                                  |                                  |                                  |                                  |                                  |                                  |                                  |                                  |                                  |                           |
| Drivende hjul                                  | Forhjul                          | Forhjul                          | Forhjul                          | Forhjul                          | Forhjul                          | Forhjul                          | Forhjul                          | Forhjul                          | Forhjul                          | Forhjul                   |
| Gearkasse (standardudstyr)                     | 5-trins manuel                   | 5-trins manuel                   | 5-trins manuel                   | 5-trins manuel                   | 5-trins manuel                   | 5-trins manuel                   | 5-trins manuel                   | 5-trins manuel                   | 5-trins manuel                   | 4-trins automatisk        |
| Gearkasse (ekstraudstyr)                       | 4-, senere 5-trins automatisk    | 5-trins automatisk               | 4-, senere 5-trins automatisk    | 5-trins automatisk               | 4-trins automatisk               | 5-trins automatisk               | 4-trins automatisk               | 5-trins automatisk               | 5-trins automatisk               | –                         |
| Præstationer (SportSedan)3                     |                                  |                                  |                                  |                                  |                                  |                                  |                                  |                                  |                                  |                           |
| Topfart                                        | 215 km/t (210 km/t)              | 215 km/t (210 km/t)              | 230 km/t (225 km/t)              | 235 km/t (230 km/t)              | 225 km/t (220 km/t)              | 235 km/t (230 km/t)              | 240 km/t                         | 250 km/t                         | 250 km/t                         | (235 km/t)                |
| Acceleration 0-100 km/t                        | 9,8 sek. (11,6 sek.)             | 8,5 sek.                         | 8,3 sek. (9,5 sek.)              | 7,9 sek.                         | 8,7 sek. (9,9 sek.)              | 7,8 sek. (8,7 sek.)              | 6,9 sek. (7,3 sek.)              | 6,9 sek. (8,2 sek.)              | 6,9 sek. (8,2 sek.)              | (8,3 sek.)                |
| Brændstofforbrug pr. 100 km ved blandet kørsel | 9,0 liter (10,3 liter) Blyfri 95 | 9,0 liter (10,3 liter) Blyfri 95 | 8,9 liter (10,0 liter) Blyfri 95 | 8,9 liter (10,0 liter) Blyfri 95 | 9,6 liter (10,3 liter) Blyfri 95 | 9,6 liter (10,3 liter) Blyfri 95 | 9,1 liter (10,8 liter) Blyfri 95 | 8,8 liter (9,8 liter) Blyfri 95  | 8,9 liter (10,2 liter) Blyfri 95 | (11,1 liter) Blyfri 95    |
| Præstationer (SportCombi)3                     |                                  |                                  |                                  |                                  |                                  |                                  |                                  |                                  |                                  |                           |
| Topfart                                        | 210 km/t (205 km/t)              | 210 km/t (205 km/t)              | 225 km/t (220 km/t)              | 225 km/t (220 km/t)              | 220 km/t (215 km/t)              | 230 km/t (225 km/t)              | 240 km/t                         | 245 km/t                         | 245 km/t                         | (230 km/t)                |
| Acceleration 0-100 km/t                        | 10,2 sek. (12,5 sek.)            | 10,2 sek. (12,5 sek.)            | 8,8 sek. (9,9 sek.)              | 8,8 sek. (9,9 sek.)              | 9,2 sek. (10,5 sek.)             | 8,7 sek. (9,2 sek.)              | 7,3 sek. (8,5 sek.)              | 7,3 sek. (8,5 sek.)              | 7,3 sek. (8,5 sek.)              | (8,7 sek.)                |
| Brændstofforbrug pr. 100 km ved blandet kørsel | 9,2 liter (10,6 liter) Blyfri 95 | 9,2 liter (10,6 liter) Blyfri 95 | 9,1 liter (10,3 liter) Blyfri 95 | 9,1 liter (10,3 liter) Blyfri 95 | 9,5 liter (10,4 liter) Blyfri 95 | 9,6 liter (10,3 liter) Blyfri 95 | 9,7 liter (10,6 liter) Blyfri 95 | 9,0 liter (10,1 liter) Blyfri 95 | 9,0 liter (10,1 liter) Blyfri 95 | (11,7 liter) Blyfri 95    |

##### Dieselmotorer
|                                                | 1.9 TiD                      | 2.2 TiD                      | 3.0 TiD                   |
| Byggeår                                        | 12/2005–2/2010               | 3/2002–8/2005                | 8/2001–8/2005             |
| Motordata                                      |                              |                              |                           |
| Motorfabrikat                                  | Fiat                         | Opel                         | Isuzu                     |
| Motorkode                                      | Z19DTH                       | D223L                        | D308L                     |
| Motortype                                      | R4-dieselmotor               | R4-dieselmotor               | V6-dieselmotor            |
| Antal ventiler pr. cylinder                    | 4                            | 4                            | 4                         |
| Ventilstyring                                  | DOHC, tandrem                | OHC, tandrem                 | 2 × DOHC, tandrem         |
| Fødesystem                                     | Commonrail                   | Direkte                      | Commonrail                |
| Trykladning                                    | Turbolader, ladeluftkøler    | Turbolader, ladeluftkøler    | Turbolader, ladeluftkøler |
| Køling                                         | Vandkøling                   | Vandkøling                   | Vandkøling                |
| Boring × slaglængde                            | 82,0 × 90,4 mm               | 84,0 × 98,0 mm               | 87,5 × 82,0 mm            |
| Slagvolume                                     | 1910 cm³                     | 2172 cm³                     | 2962 cm³                  |
| Kompressionsforhold                            | 17,5:1                       | 18,0:1                       | 18,0:1                    |
| Maks. effekt ved omdr./min.                    | 110 kW (150 hk) 4000         | 88 kW (120 hk) 4000          | 130 kW (177 hk) 4000      |
| Maks. drejningsmoment ved omdr./min.           | 320 Nm 2000−2750             | 280 Nm 1500                  | 350 Nm 1800               |
| Kraftoverførsel                                |                              |                              |                           |
| Drivende hjul                                  | Forhjul                      | Forhjul                      | Forhjul                   |
| Gearkasse (standardudstyr)                     | 5-trins manuel               | 5-trins manuel               | 5-trins manuel            |
| Gearkasse (ekstraudstyr)                       | 5-trins automatisk           | 5-trins automatisk           | –                         |
| Præstationer (SportSedan)1                     |                              |                              |                           |
| Topfart                                        | 205 km/t                     | 200 km/t (197 km/t)          | 215 km/t                  |
| Acceleration 0-100 km/t                        | 10,1 sek. (11,0 sek.)        | 11,0 sek. (13,0 sek.)        | 9,3 sek.                  |
| Brændstofforbrug pr. 100 km ved blandet kørsel | 6,4 liter (7,4 liter) Diesel | 6,6 liter (7,4 liter) Diesel | 7,3 liter Diesel          |
| Præstationer (SportCombi)1                     |                              |                              |                           |
| Topfart                                        | 205 km/t (200 km/t)          | 195 km/t (190 km/t)          | 210 km/t                  |
| Acceleration 0-100 km/t                        | 10,7 sek. (11,7 sek.)        | 11,9 sek. (13,5 sek.)        | 9,8 sek.                  |
| Brændstofforbrug pr. 100 km ved blandet kørsel | 6,8 liter (7,6 liter) Diesel | 6,9 liter (7,7 liter) Diesel | 7,6 liter Diesel          |

### Sikkerhed
I Euro NCAP's kollisionstest fik Saab 9-5 i 1998 31 point for personsikkerhed for voksne og fire ud af fem mulige stjerner. Dermed var bilen på daværende tidspunkt blandt de sikreste i sin klasse. For fodgængersikkerhed fik den testede bil 12 point og to ud af fire mulige stjerner. Efter at 9-5 fra juni 2003 (modelår 2004) blev udstyret med selehuskere på forsæderne, fik modellen for personsikkerhed for voksne 33 point og fem ud af fem mulige stjerner.
Det svenske forsikringsselskab Folksam vurderer flere forskellige bilmodeller ud fra oplysninger fra virkelige ulykker, hvorved risikoen for død eller invaliditet i tilfælde af en ulykke måles. I rapporterne Hur säker är bilen? er/var 9-5 (type YS3E) klassificeret som følger:
- 2003: Mindst 30% bedre end middelbilen[12]
- 2005: Mindst 30% bedre end middelbilen[13]
- 2007: Mindst 30% bedre end middelbilen[14]
- 2009: Mindst 30% bedre end middelbilen[15]
- 2011: Mindst 20% bedre end middelbilen[16]
- 2013: Mindst 20% bedre end middelbilen[17]
- 2015: Mindst 20% bedre end middelbilen[18]

I alle årene 2003 til 2009 lå 9-5 i den bedste sikkerhedskategori, og i 2003 i en specialkategori hvor den blev udnævnt som "säkraste bilen". I 2005 blev modellen sammen med den mindre 9-3 (type YS3D) udnævnt som den sikreste bil.

## 9-5 (YS3G, 2010−2011)

### Udvikling
Planerne om en efterfølger for 9-5 går helt tilbage til starten af 2000'erne, hvor Saab i samarbejde med GM og Fiat udviklede en ny platform kaldet "Premium". Denne platform blev benyttet til Alfa Romeo 159 (2005−2011), Alfa Romeo Brera (2005−2010) og Fiat Croma (2005−2010).
Allerede i 2002 besluttede GM ikke at benytte denne platform til anden generation af Saab 9-5. Derved blev nyudviklingen meget forsinket, og i stedet valgte man at modernisere den første generation med to facelifts (i 2001 og 2005), hvorfor modellen først fik en efterfølger i midten af 2010.
De første billeder af sedanversionen blev offentliggjort allerede i juli 2009. Saab præsenterede først den nye 9-5 på firmaets hjemmeside den 27. august 2009, før den på Frankfurt Motor Show 2009 blev vist for et bredere publikum.
På grund af Saabs økonomiske vanskeligheder blev sedanmodellens produktionsstart udsat fra efteråret 2009 til midten af 2010.
I løbet af år 2011 måtte produktionen afbrydes, da diverse underleverandører til Saab på grund af manglende betaling ikke længere kunne levere tilstrækkeligt med nye reservedele.
Produktionsstarten for SportCombi var oprindeligt planlagt til sensommeren 2011, men blev udsat til starten af 2012. På grund af Saabs insolvens samt General Motors' afslag på overdragelse af licenserne gik SportCombi i modsætning til sedanmodellen ikke i serieproduktion. Der nåede dog at blive lavet førseriemodeller, som i slutningen af 2012 blev solgt i et svensk auktionshus.
I december 2011 blev den siden april afbrudte produktion afsluttet efter en produktion på kun 11.280 biler.
- Bagfra
- Kun bygget i 33 forsøgseksemplarer: Saab 9-5 SportCombi
- Instrumenter

### Teknik
Anden generation af 9-5 var ligesom Opel Insignia, Buick LaCrosse og Cadillac XTS bygget på General Motors' Epsilon II-platform og blev drevet af deres firecylindrede Ecotec II-motorer (på 1,6 og 2,0 liter, bygget af Opel i Kaiserslautern) og en High Feature V6-motor (på 2,8 liter, bygget af Holden i Port Melbourne, Australien). 2,0-liters dieselmotorerne kom oprindeligt fra Fiat. Alle motorer var monteret på tværs. 2,0-liters dieselmotoren med biturbo og 140 kW (190 hk) kom på markedet til modelåret 2011, mens en 3,0-liters V6-diesel med ca. 170 kW (231 hk) blev stoppet af GM.
Den nye model var 17 cm længere end forgængeren og var 5,01 m lang, mens akselafstanden i forhold til Insignia var knap 11 cm længere. Bilen blev fremstillet på hovedfabrikken i Trollhättan.
Undervognen kunne på nogle versioner være udstyret med en konstruktion kaldet "HiPerStrut" i stedet for de sædvanlige MacPherson-ophæng. HiPerStrut er en variant af MacPherson-ophænget, som også gør tjeneste i Opel Insignia OPC. På sidstnævnte har hjulbæreren en separat, uafhængig aksel hvorved hjulbæreren drejer uafhængigt af fjederbensakslen. Herved reduceres ændringen af cambervinklen under styring, hvilket forbedrer køreegenskaberne ved kurvekørsel. Yderligere fordele er ifølge Opel en forbedret affjedringskvalitet, en reduceret vægt og bedre styreforhold. Baghjulene er i samtlige versioner ophængt på en "Multilink"-aksel.

### Tekniske data
|                                                | 1.6 T                     | 2.0 T                           | 2.8 T                     | 2.0 TTiD                     | 2.0 TTiD                     |
| Byggeår                                        | 5/2010–12/2011            | 5/2010–12/2011                  | 5/2010–12/2011            | 5/2010–12/2011               | 5/2010–12/2011               |
| Motordata                                      |                           |                                 |                           |                              |                              |
| Motortype                                      | R4-benzinmotor            | R4-benzinmotor                  | V6-benzinmotor            | R4-dieselmotor               | R4-dieselmotor               |
| Antal ventiler pr. cylinder                    | 4                         | 4                               | 4                         | 4                            | 4                            |
| Ventilstyring                                  | DOHC, kæde                | DOHC, kæde                      | 2 × DOHC, kæde            | DOHC, kæde                   | DOHC, kæde                   |
| Fødesystem                                     | Multipoint                | Direkte                         | Multipoint                | Commonrail                   | Commonrail                   |
| Trykladning                                    | Turbolader, ladeluftkøler | Turbolader, ladeluftkøler       | Turbolader, ladeluftkøler | Turbolader, ladeluftkøler    | Biturbo, ladeluftkøler       |
| Køling                                         | Vandkøling                | Vandkøling                      | Vandkøling                | Vandkøling                   | Vandkøling                   |
| Boring × slaglængde                            | 79,0 × 81,5 mm            | 86,0 × 86,0 mm                  | 89,0 × 74,8 mm            | 83,0 × 90,4 mm               | 83,0 × 90,4 mm               |
| Slagvolume                                     | 1598 cm³                  | 1998 cm³                        | 2792 cm³                  | 1956 cm³                     | 1956 cm³                     |
| Kompressionsforhold                            | 8,8:1                     | 9,5:1                           | 9,5:1                     | 16,5:1                       | 16,5:1                       |
| Maks. effekt ved omdr./min.                    | 132 kW (180 hk) 5500      | 162 kW (220 hk) 5300            | 221 kW (300 hk) 5500      | 118 kW (160 hk) 4000         | 140 kW (190 hk) 4000         |
| Maks. drejningsmoment ved omdr./min.           | 230 Nm 2200−5500          | 350 Nm 2500−4000                | 400 Nm 2000−5000          | 350 Nm 1750−2500             | 400 Nm 1750                  |
| Kraftoverførsel                                |                           |                                 |                           |                              |                              |
| Drivende hjul (standardudstyr)                 | Forhjul                   | Forhjul                         | Alle                      | Forhjul                      | Forhjul                      |
| Drivende hjul (ekstraudstyr)                   | –                         | –                               | –                         | –                            | Alle                         |
| Gearkasse (standardudstyr)                     | 6-trins manuel            | 6-trins manuel                  | 6-trins automatisk        | 6-trins manuel               | 6-trins manuel               |
| Gearkasse (ekstraudstyr)                       | –                         | 6-trins automatisk              | –                         | 6-trins automatisk           | –                            |
| Præstationer (SportSedan)1                     |                           |                                 |                           |                              |                              |
| Topfart                                        | 220 km/t                  | 240 km/t (235 km/t)             | [(250 km/t)]              | 215 km/t (209 km/t)          | 220 km/t [220 km/t]          |
| Acceleration 0-100 km/t                        | 9,5 sek.                  | 7,9 sek. (8,5 sek.)             | [(6,9 sek.)]              | 9,9 sek. (10,1 sek.)         | 9,2 sek. [9,2 sek.]          |
| Brændstofforbrug pr. 100 km ved blandet kørsel | 7,6 liter Blyfri 95       | 8,4 liter (9,4 liter) Blyfri 95 | [(10,6 liter)] Blyfri 98  | 5,3 liter (6,8 liter) Diesel | 6,0 liter [6,7 liter] Diesel |
| Præstationer (SportCombi)1                     |                           |                                 |                           |                              |                              |
| Topfart                                        | 215 km/t                  | 240 km/t (235 km/t)             | [(245 km/t)]              | 210 km/t (205 km/t)          | 215 km/t [215 km/t]          |
| Acceleration 0-100 km/t                        | 10,5 sek.                 | 7,9 sek. (8,5 sek.)             | [(8,4 sek.)]              | 10,8 sek. (11,0 sek.)        | 10,1 sek. [10,2 sek.]        |
| Brændstofforbrug pr. 100 km ved blandet kørsel | 7,8 liter Blyfri 95       | 8,4 liter (9,4 liter) Blyfri 95 | [(11,9 liter)] Blyfri 98  | 6,3 liter (7,5 liter) Diesel | 5,9 liter [6,5 liter] Diesel |

### Udstyr
Anden generation af 9-5 kunne bl.a. leveres med følgende udstyr, hvoraf noget er kendt fra Insignia:
- Audiosystem fra Harman/Kardon
- Head-up display
- En kamerabaseret vognbaneskiftassistent med færdselstavlegenkendelse for hastighedsbegrænsninger og overhalingsforbud
- Sæder ikke kun opvarmelige, ventilerede og med SAHR (som i første generation, andet facelift), men også justerbare i hårdhed
- Et "cargosystem", som med en spærre forhindrer at bagage rutsjer frem i det dybe bagagerum
- Tre separat justerbare klimazoner
- Udklappelige billedskærme i forsædernes nakkestøtter, med tilslutningsmulighed for multimedieafspillere såsom dvd-afspillere og spillekonsoller
- Kombiinstrument med rund LC-billedskærm til visning af forskellige funktioner (f.eks. genkendte færdselstavler og ekstra hastighedsangivelse)
- Adaptivt kurvelys, som ved bjergkørsel automatisk tilpassser sig bilens hældning
- Adaptiv fartpilot
- Parkeringsassistent (uden indgriben i ratbevægelserne)
- Adaptiv styring af undervogn
- Elektrisk parkeringsbremse

Undervognsstyringen benytter information fra sensorerne for hastighed, bremsekraft, hastigheden hvormed bremsepedalen betjenes, motoreffekt og tværacceleration til bestemmelse af den aktuelle køresituation.

### Sikkerhed
Ved kollisionstests blev der i alt indsat 110 biler i 71 forskellige testsituationer for at optimere 9-5's kollisionssikkerhed. En gyrosensor opfatter at bilen ruller rundt, for at dette tilfælde at udløse bilens gardinairbags. Der blev også udført kollisionstests med elgsimulatorer. I Euro NCAP's kollisionstests fik den nye 9-5 i slutningen af 2009 fem ud af fem mulige stjerner. Ved vurderingen af personsikkerhed for voksne opnåede den testede bil 94 % og ved personsikkerhed for børn 80 % af de maksimalt mulige point. For fodgængersikkerhed fik bilen 44 %, mens det standardmæssige udstyr med understøttende sikkerhedssystemer blev belønnet med 86 % af de maksimalt mulige point.